# 法蘭克福提案

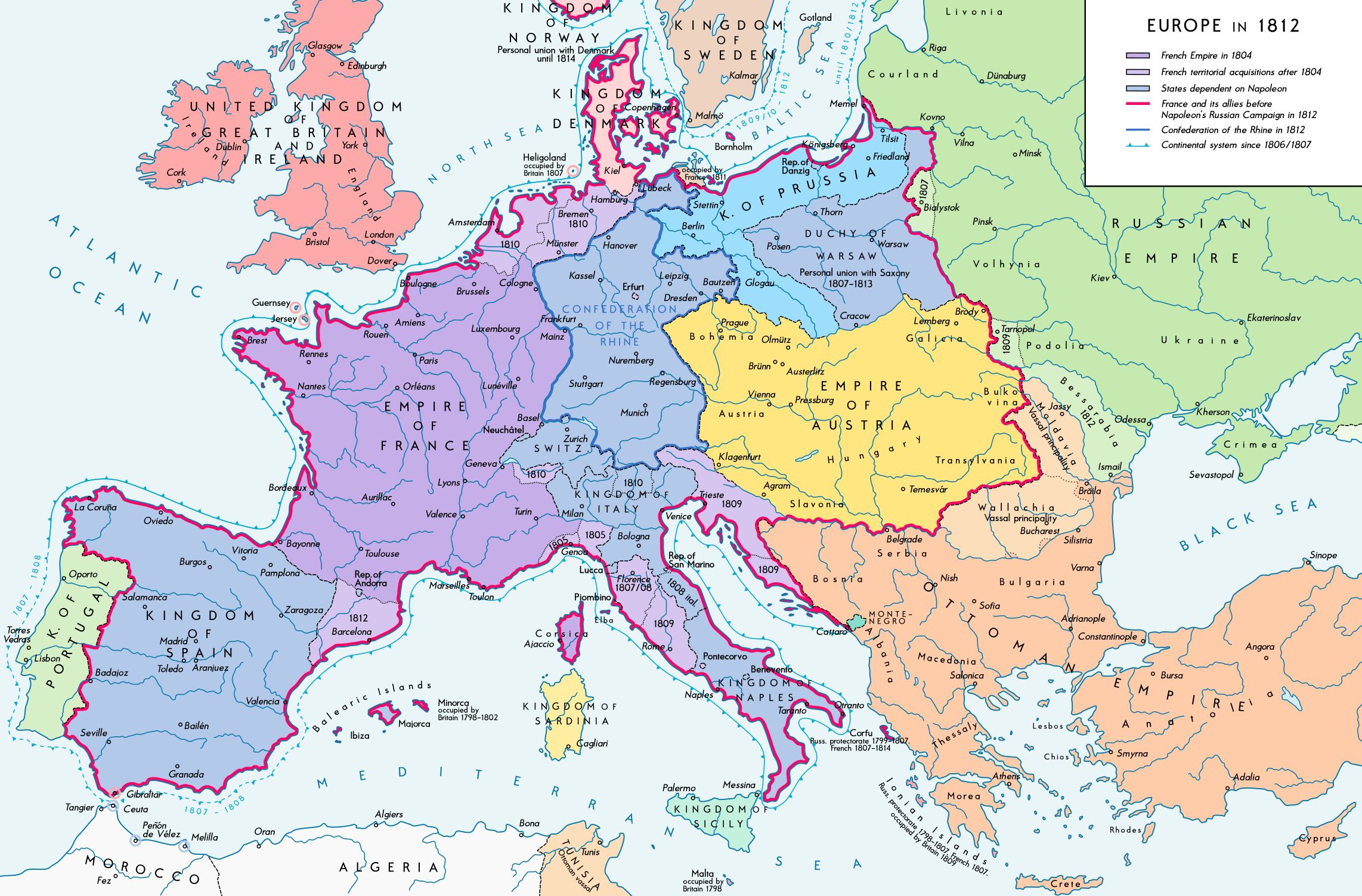
法國1812年的勢力。

1801年法國的「自然邊界」

法蘭克福提案（英語：Frankfurt proposals）或法蘭克福備忘錄（英語：Frankfurt memorandum）是拿破崙在萊比錫戰役慘敗後由奥地利帝國外交部長克萊門斯·馮·梅特涅設計的聯盟和平倡議，目標是和平結束第六次反法同盟。出席會議的英國外交官阿伯丁勳爵誤判了倫敦立場，接受了這提案。
提議法國由拿破崙繼續擔任皇帝，但法國將只剩法國革命者所稱的「自然邊界」以內。即比利牛斯山脈、阿爾卑斯山脈、萊茵河以內。保留對比利時、薩伏依、萊茵蘭（萊茵河西岸）的統治，但放棄在西班牙、波蘭、荷蘭、萊茵河以東的意大利、德國的領土。
拿破崙和梅特涅在6月德累斯頓的私人會議討論過這提案。最終版於11月由聖埃尼翁男爵轉達給拿破崙。 
梅特涅告訴拿破崙這是盟軍可能提供的最好條件；梅特涅這提案的動機是讓法國平衡俄羅斯的威脅，同時結束拿破崙戰爭。
還想贏的拿破崙拖太久，倫敦在12月撤回提議。
1813年聯軍深入法境，拿破崙終寡不敵眾，試圖重啟和談。新條款嚴厲了不少，其包括法國退到其1791年的邊界，即放棄比利時、萊茵蘭領土。拿破崙堅決拒絕，最終於1814年4月6日被迫退位逃到義大利的厄爾巴島。

## 延伸閱讀
- Roberts, Andrew. Napoleon: A Life (2014)
- Dwyer, Philip. Citizen Emperor: Napoleon in Power (2013) ch 22
- Dwyer, Philip G. "Self-Interest versus the Common Cause: Austria, Prussia and Russia against Napoleon," Journal of Strategic Studies (2008) 31#4 pp 605–632; explores why the Coalition held together so well in 1813-1814
- Esdaile, Charles.  Napoleon's Wars: An International History 1803-1815 (2007) pp 217–18
- Kissinger, Henry A. A World Restored; Metternich, Castlereagh and the Problems of Peace 1812-1822 (1957) pp 97–103
- Leggiere, Michael V. . Cambridge UP. 2007: 42–62. ISBN 9780521875424.
- J. P. Riley. . Routledge. 2013: 206. ISBN 9781136321351.
- Ross, Stephen T. European Diplomatic History 1789-1815: France against Europe (1969) pp 342–344
- Ward, A.W. and G. P. Gooch, eds. The Cambridge History of British Foreign Policy, 1783–1919: Volume I: 1783–1815 (1921) online pp 416–35;